# Ана Хопкин
Ана Хопкин (енгл. Anna Hopkin; Чорли, 24. април 1996) — британска је пливачица, национална рекордерка, учесница највећих светских и европских пливачких такмичења и некадашња олимпијска победница. Њена примарна дисциплина су спринтеске трке слободним стилом. 
Носилац је Ордена Британске империје петог реда, који јој је у јануару 2022. додељен за њене заслуге у развоју спорта и промоцији државе кроз пливачки спорт.
Године 2018. дипломирала је Спорт и физичку културу на Универзитету у Бату. Мастер студије је окончала две године касније на Универзитету Арканзаса у Фејетвилу.

## Спортска каријера
Ана је пловање почела да тренира у свом родном граду још као осмогодишња девојчица, а већ годину дана касније почела је и са првим такмичењима у свом узрасту. Са 13 година је напустила пливање, да би се поново вратила активном спорту у доби од 17. година, када је и започела са студирањем на Универзитету у Бату. 
На међународној пливачкој сцени је дебитовала 2017. године учешћем на Универзијади у Тајпеју. Нешто раније исте године по први пут у каријери освојила је титулу британске првакиње у трци на 50 метара слободним стилом.
Први запаженији успех на међународној сцени је постигла на Играма комонвелта, одржаним у аустралијском Гоулд Коусту 2018, где је као чланица енглеске штафете на 4×100 слободно, освојила бронзану медаљу.
На светским првенствима је дебитовала у Квангџуу 2019, где је остварила пласман на 7. место у финалу трке на 50 метара слободно. У децембру исте године освојила је сребрну медаљу у трци мешовитих штафета на 4×50 слободно на Европском првенству у малим базенима у Глазгову.  
У мају 2021, на Европском првенству одржаном у Будимпешти освојила је чак 4 златне медаље у штафетним тркама на 4×100 слободно и 4×100 мешовито у женској, те у истим тркама у мешовитој конкуренцији. Том великом успеху додала је још и бронзану медаљу у појединачној конкуренцији трке на 100 метара слободним стилом.
Захваљујући одличним резултатима на континенталном првенству, Хопкинова је изабрана за члана британске пливачке репрезентације за Олимпијске игре 2020. у Токију (игре су због Пандемије ковида 19 одржане 2021. године). У Токију се Хопкинова такмичила у три дисциплине, и у све три је успела да се избори за пласмане у финалне трке. Највећи успех је остварила у трци микс штафета на 4×100 мешовито, где је заједно са Адамом Питијем, Џејмсом Гајом и Кетлин Досон освојила златну олимпијску медаљу уз нови светски рекорд у овој дисицплини (време од 3:37.58 минута). Трку на 4×100 слободно за жене је окончала на петом, а ону на 100 слободно на седмом месту. 
На Европском првенству у Риму 2022. освојила је пету титулу континенталне првакиње у трци женских штафета на 4×100 метара слободним стилом. 
На британском државном првенству одржаном почетком априла 2023. у Шефилду по трећи пут за редом освојила је титулу националне првакиње у трци на 50 слободно. Захваљујући победама у тркама на 50 и 100 слободно на националном првенству у Лондону 2024, а које је уједно било изборно за  предстојеће Олимпијске игре, изборила је своје место у британском олимпијском тиму по други пут за редом.
Хопкинова је на Олимпијским играма у Паризу 2024. пливала у чак пет дисциплина. У појединачним дисциплинама је остварила пласмане на 10. место на 50 слободно, односно на 11. место у трци на 100 слободно. У тркама штафета је остварила пласмане на 5. место у микс штафети на 4×100 мешовито (заједно са Кетлин Досон, Џејмсом Вилбијем и Данканом Скотом), 7. место на 4×100 слободно (Ева Окаро, Луси Хоуп и Фреја Андерсон), те на 10. место у полуфиналу трке на 4×100 мешовито. 